# Vol Dan-Air 240
Le 26 juin 1981, un Hawker Siddeley HS.748 effectuant le vol Dan-Air 240, un vol cargo exploité par la compagnie aérienne Dan-Air (en), reliant l'aéroport de Londres-Gatwick à l'aéroport d'East Midlands, au Royaume-Uni, s'écrase sur des terres agricoles, à environ 1,6 kilomètre au nord-est de Nailstone, dans le Leicestershire, à la suite de la défaillance d'une des portes de la soute, ce qui a entraîné la destruction de l'appareil en vol et la mort des trois membres d'équipages à bord.

## Avion
L'appareil impliqué, immatriculé G-ASPL, a effectué son premier vol en 1964. Dan-Air (en) a acquis l'avion auprès de Skyways Coach-Air (en), son ancien propriétaire, en 1972. Au moment de l'accident, il totalise 34 592 heures de vol.

## Enquête
L'enquête révèle que, lors de la phase de descente vers l'aéroport d'East Midlands, la porte de la soute à bagage (côté droit) s'est déverrouillée, puis ouverte en vol. Après s'être détachée, la porte s'est encastrée dans le bord d'attaque de l'empennage horizontal droit. Cela a modifié les caractéristiques aérodynamiques de l'avion de telle sorte qu'il est devenu impossible à contrôler. De plus, cela a entraîné une surcharge aérodynamique au niveau des ailes et de l'empennage, entraînant une défaillance structurelle en vol, ces derniers se détachant du reste du fuselage. 
Les facteurs contributifs à cet accident sont le mauvais réglage du mécanisme de verrouillage de la porte, qui a empêché les paires de loquet supérieur et inférieur de se refermer avant le décollage, et l'échec des différents indicateurs dans le poste de pilotage, qui auraient donné à l'équipage suffisamment de temps pour réagir aux alarmes concernant le verrouillage de la porte.  